# 大美督海上活動中心

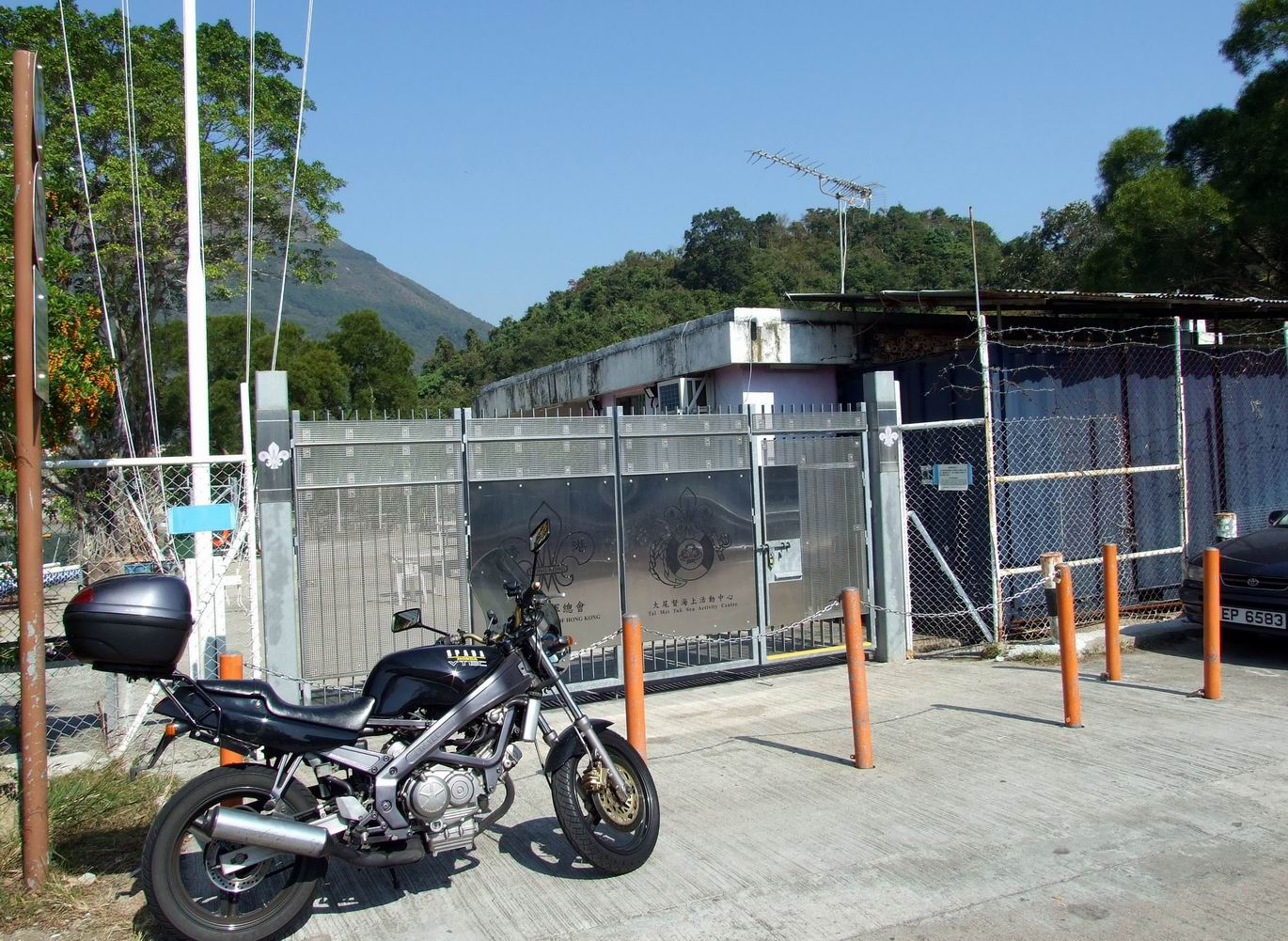
大美督海上活動中心正門

大美督海上活動中心（Tai Mei Tuk Sea Activity Centre）是香港童軍總會轄下一個海上活動中心，位於新界大埔區汀角路大尾篤413號，由香港童軍總會新界地域管理，並由洞梓童軍中心統籌有關管理事宜，於1981年落成啟用，當時曾經稱為「大尾篤海上活動中心」，隨政府於2007年通過刊憲將「大尾督」作為正式名稱後，中心名稱亦隨之更改為現時名稱。

## 設施及配套
相比由香港童軍總會管理的其他營舍，大美督海上活動中心是現時一個不設留宿設施的營舍，但仍可提供50個日營名額的活動中心，以進行各種水上活動、訓練或各類童軍水上項目考核為主。活動中心內的建築物只用作辦公、存放各類海上用品及沖身區為主，而非如其他度假營地般，提供禮堂、活動室等相關設施；另外如活動中心當日沒有被借用，亦不會有職員駐守。由於只提供水上活動訓練，使用要求與白沙灣譚華正海上活動中心相同，凡不具備任何游泳能力或通過游泳測試的人士，不論是否童軍會員，均會被禁止進行海上活動及使用相關設施。參加水上活動的童軍使用者，均必須持有由香港童軍總會所發出的有效「海上活動紀錄冊」（sea log），證明已通過由香港童軍總會所制定的水試要求，非童軍人士除需先證明已獲得認可的水試，或通過即場考驗後，再另行填寫「非會員來賓保證書」後才可使用。
基於上述條件所規限，一直以來，大尾督海上活動中心主要的使用者皆以童軍單位使用為主，而使用本活動中心的人士，通常都會同時申請位於附近的洞梓童軍中心作為住宿。兩者相距約15分鐘車程，不過因不設有交通接駁服務，使用者須自行前往，因此位於附近、由香港青年旅舍協會所管理的白普理賽馬會青年旅舍，亦成為使用本中心人士住宿的選擇，兩者間只需步行3分鐘便可到達。
本中心附近亦有由政府或其他團體所設置的海上活動中心，如隔鄰為由香港女童軍總會所管理的梁省德海上活動訓練中心，因設有講堂、廚房等設施，配套上較為完善；後方為由康樂及文化事務署所管理的大尾督水上活動中心，名稱上與本中心只有一字相差；以及由香港青年協會所管理的大美督戶外活動中心。

### 可進行的水上活動
- 童軍標準艇
- 單人獨木舟
- 救生獨木舟
- 滑浪風帆
- 龍舟
- 立划艇

## 交通
可於港鐵大埔墟站，乘搭九巴75K巴士或專線小巴20C至大美督總站，再步行約5分鐘前往。

## 外部連結
- 香港童軍總會大美督海上活動中心簡介（页面存档备份，存于）